# グロビンフォールド

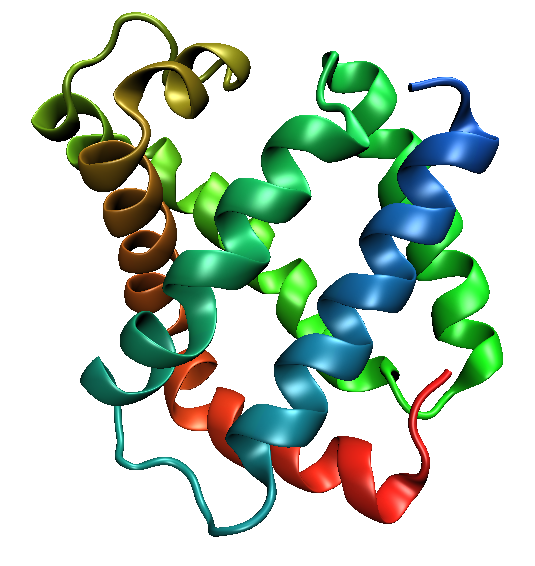
軟体動物の持つミオグロビンの構造

グロビンフォールド（Globin fold）はタンパク質の三次元フォールドの1つである。通常8つのαヘリックスからなるが、末端にさらにヘリックスを持つものもある。名前の由来となったヘモグロビンやミオグロビンの他、フィコシアニンなどで見られる。ミオグロビンは初めて構造が解かれたタンパク質であるため、グロビンフォールドは初めて構造が解かれたタンパク質フォールドとなった。ヘリックスのみからできており、グロビンフォールドはAll-α型の三次構造に分類される。 

## ヘリックスパッキング
一次構造上でヘリックスを構成するアミノ酸同士が近くにある場合の多くは空間的にも近接し局部構造を作るが、そのような他の構造モチーフとは異なり、グロビンフォールドを構成する8つのαヘリックスはほとんど局所構造を持たない。グロビンフォールドのヘリックス同士は、ヘリックスバンドルのような他の構造よりもかなり急な平均50°という角度でパッキングされる。パッキングはヘリックス表面近くにあるアミノ酸の側鎖の立体障害と疎水効果によって安定化されるため、この角度は配列に依存している。

## 配列の保存性
グロビンフォールドは進化的にかなり保存されているが、フォールドを構成する配列にはせいぜい16%程度の相同性しかない。フォールドの配列特異性は厳しくないが、タンパク質の疎水性中心は維持されている。グロビンフォールドの最も知られた変異はヘモグロビンの1つのグルタミン酸がバリンに変わったもので、鎌状赤血球症を引き起こす。